# 2PM
I 2PM (투피엠?) sono un gruppo musicale sudcoreano, formatosi a Seul nel 2008. Sono uno dei due sottogruppi risultanti dalla scissione della boy band di undici membri One Day, insieme ai 2AM.

## Storia

### Prima del debutto
I membri dei 2PM vengono selezionati tramite audizione (ad eccezione di Nichkhun, che viene scoutato) dall'etichetta JYP Entertainment in diversi paesi ed in momenti diversi, fra persone che hanno già esperienze nel mondo dello spettacolo. Infatti Junsu in passato aveva vinto vari concorsi canori, mentre Taecyeon, Junho e Chansung avevano partecipato alla trasmissione SuperStar Survival. La preparazione del gruppo, unitamente a quella dei 2AM (inizialmente i due gruppi sono collettivamente chiamati One Day) viene documentata in un programma televisivo intitolato Hot Blood Men, andato in onda su Mnet. Durante il programma, vengono eliminati tre partecipanti: Lee Swichi, Im Daehun e Yoon Doo-joon.

### 2008-2009: debutto e controversie
Mentre la maggior parte delle boy band, ai tempi, adotta un'immagine da "bravi ragazzi", i 2PM puntano su un concetto più macho e brutale. Enfatizzando la loro immagine mascolina, creano il fenomeno "jimseung-dol" ("jimseung" significa animale o bestia) nel 2008.
Il 4 settembre 2008 viene pubblicato il singolo di debutto del gruppo "10 Out of 10", a cui il 17 ottobre 2008 fa subito seguito "Only You", estratto dal loro primo album singolo Hottest Time of the Day. Nel dicembre 2008, il gruppo presenta la terza stagione del talent show della MBC Idol Show (아이돌군단의 떴다!그녀), sino a marzo 2009 per un totale di diciassette episodi. Il 16 aprile 2009 viene pubblicato 2:00PM Time for Change, il secondo singolo del gruppo, promosso dal brano "Again & Again". Il 9 maggio 2009, i 2PM vincono il loro primo Mutizen Song Award nel corso della trasmissione M! Countdown, a cui ne seguiranno altri due nel giro di poche settimane. Segue un tour in Thailandia mentre il loro singolo "Niga Mipda" (니가 밉다) conquista la vetta delle classifiche M! Countdown e Music Bank. Da luglio a settembre i 2PM sono anche i protagonisti di un reality show intitolato Wild Bunny.
Il 4 settembre 2009, vengono alla luce su internet alcuni commenti fatti da Jaebeom sul proprio MySpace nel 2005, quando ancora non aveva iniziato la propria carriera, in cui dichiarava il proprio disprezzo nei confronti della Corea. Jaebeom viene costretto a delle scuse ufficiali ma, nonostante le pressioni del pubblico affinché venga allontanato dai 2PM, Park Jin-young, presidente della JYP Entertainment, il 7 settembre dichiara che avrebbe continuato a far parte del gruppo. Ciò nonostante, il giorno seguente Jaebeom annuncia la propria partenza per gli Stati Uniti per calmare le acque, ribadendo le proprie scuse. Inoltre, a causa delle motivazioni che hanno portato all'abbandono del gruppo da parte del cantante, vengono cancellate da tutti gli show televisivi le partecipazioni previste anche dei rimanenti 2PM.
Il 31 ottobre 2009 viene pubblicato "Heartbeat", title track del loro primo album. Durante una conferenza stampa, viene rivelato che le parti cantate da Jaebeom sarebbero state mantenute nelle canzoni dell'album. Inoltre il gruppo dichiara che i proventi delle vendite del disco sarebbero state ugualmente divise con l'ex-compagno.
Il 20 novembre 2009 i 2PM vengono premiati con due riconoscimenti nel corso della cerimonia per la consegna dei Mnet Asian Music Awards: "miglior gruppo maschile" ed "artista dell'anno". Il 26 novembre l'album conquista la prima posizione della K-Chart, mantenendola anche nelle tre settimane successive. Il 30 dicembre il brano "Again & Again" viene premiato come "Canzone dell'anno", nel corso di un sondaggio, condotto dalla KBS, ottenendo 57.060 voti.

### 2010:Don't Stop Can't Stop

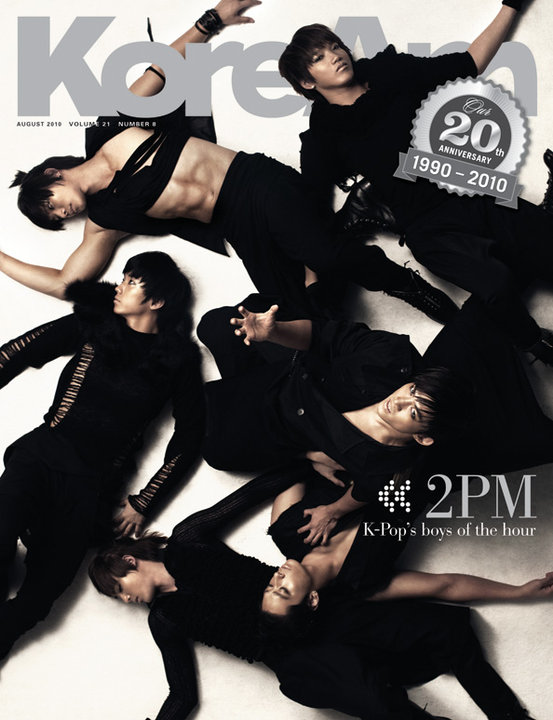
Una copertina di KoreAm del 2010.

Il 25 febbraio 2010, la JYP Entertainment annuncia che Jaebeom avrebbe lasciato i 2PM e che il suo contratto era rescisso definitivamente, con il beneplacito dei sei membri rimasti. A metà aprile viene annunciato il nuovo album singolo Don't Stop Can't Stop uscito poi il 19 aprile. La traccia principale, "Without U", arriva alla vetta di sei differenti classifiche. Nello stesso mese il gruppo tiene concerti in tutta la Corea e a Los Angeles. Il 24 maggio viene pubblicato "What's Your Celebration?" per i Mondiali 2010, in cui viene campionato il brano di K'Naan "Wavin' Flag".
Ad ottobre esce il loro primo EP, Still 2:00PM, trainato dal singolo "I'll Be Back" alla prima posizione per due settimane consecutive. Il 1º novembre, Still 2:00PM debutta alla tredicesima posizione della classifica stilata dalla rivista Billboard degli album più venduti al mondo. In occasione dell'evento Mandarin Music Honors 2010, tenuto in Cina, il gruppo riceve il premio come "Gruppo asiatico più popolare". L'8 dicembre i 2PM debuttano ufficialmente in Giappone presso il Ryogoku Kokugikan Gymnasium, durante un concerto intitolato "2PM 1st Contact in JAPAN". Il gruppo tiene tre concerti in cui si esibisce davanti a 30.000 persone.

### 2011-2012: debutto in Giappone eHands Up

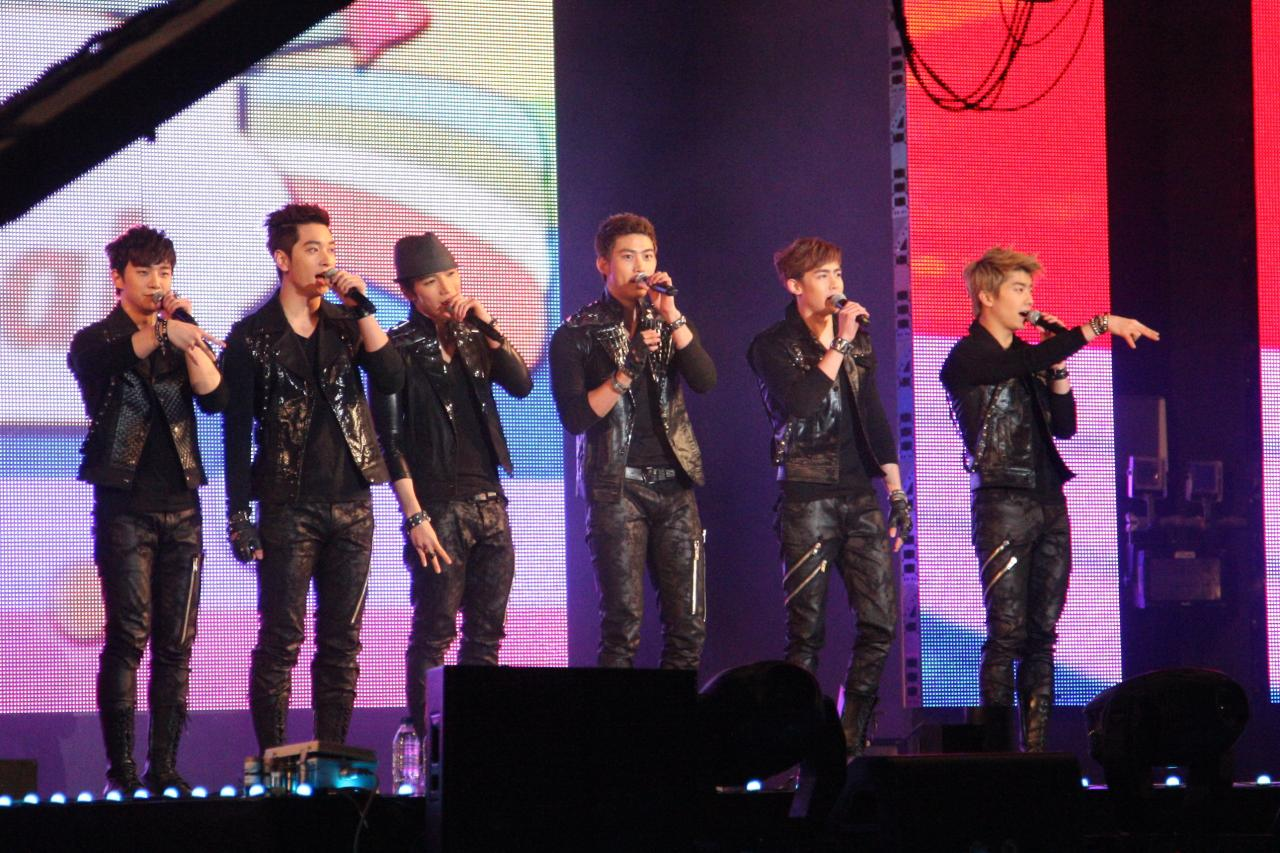
I 2PM in concerto, 2011

Il 18 maggio 2011, viene pubblicato il primo singolo giapponese dei 2PM Take Off, utilizzato come sigla di chiusura dell'anime Blue Exorcist. Il singolo, in tre differenti edizioni (A limitata, B limitata e B regolare), si piazza al primo ed al terzo posto della classifica Tower Records Japan e della J-Pop Chart. I 2PM sono il primo gruppo coreano a riuscirci. Dopo una serie di concerti in Giappone, il 20 giugno viene pubblicato in patria l'album Hands Up.
In seguito al successo ottenuto, il 30 novembre 2011 il gruppo pubblica il loro primo album in lingua giapponese intitolato Republic of 2PM. Segue l'Arena Tour, seguito ad ogni data da circa 20.000 fans. Alla fine del 2011 la Oricon pubblica la classifica degli artisti che hanno ottenuto le maggiori vendite, rivelando che i 2PM sono al secondo posto, dietro soltanto ai Kis-My-Ft2, con 990 milioni di yen guadagnati dalla vendita di dischi e DVD.
A luglio 2012, si uniscono alle band miss A, 4Minute, MBLAQ, Dal Shabet, Sistar, ZE:A, Nine Muses e B1A4 che, sotto il nome collettivo di Team SIII, realizzano il brano "Win the Day" per i Giochi della XXX Olimpiade.

### 2013-2016:Grown,Go Crazy!, tour mondiale eNo. 5
Dopo più di un anno di pausa, nel 2013 i 2PM pubblicano il loro terzo album sudcoreano, Grown. Un teaser del videoclip del brano principale, "Comeback When You Hear This Song", viene caricato il 2 maggio sul canale YouTube della band. Il video completo arriva quattro giorni dopo insieme alla title list dell'album. La seconda canzone principale, "A.D.T.O.Y.", viene pubblicata l'11 maggio.
Come parte delle attività promozionali, dal 2 maggio al 31 luglio, il gruppo prende parte all'esposizione2PM G+Star Zone alla stazione Apgujeongrodeo. La mostra fa parte del G+Dream Project per i giovani svantaggiati.
Il ritorno del 2PM, previsto per l'aprile 2014, viene posticipato a causa delle loro attività singole. Il nuovo album Go Crazy!, il quarto in patria, esce il 15 settembre, con la title track omonima composta e scritta da Jun. K. Il video musicale, in doppia versione coreana e giapponese, esce il 10 settembre, raggiungendo più di un milione di visualizzazioni in meno di ventiquattr'ore. In pochi giorni, sia l'album che il singolo raggiungono la vetta e le prime posizioni delle classifiche giapponesi HMV e Tower Records. Ad ottobre, il gruppo inizia il primo tour mondiale, esibendosi in Cina, Taiwan, Stati Uniti, Indonesia e altri Stati.
Il 28 gennaio 2015, esce il nono singolo giapponese Guilty Love, anticipato, il 5 del mese, dal videoclip del brano "365" composto da Junho. Il disco raggiunse la vetta della classifica delle prevendite stilata da Tower Records. Il 15 giugno, viene invece pubblicato il quinto album esteso No. 5: come per Go Crazy, anche qui la title track "My House" viene scritta e composta di Jun. K; inoltre, la maggior parte delle altre tracce viene realizzata dai membri del gruppo.

## Formazione
- Jun. K (nato Kim Min-jun; Taegu, 15 gennaio 1988) – voce (2008-)
- Nichkhun Buck Horvejkul (San Bernardino, 24 giugno 1988) – voce, rap (2008-)
- Ok Taec-yeon (Pusan, 27 dicembre 1988) – voce, rap (2008-)
- Jang Woo-young (Pusan, 30 aprile 1989) – voce (2008-)
- Lee Jun-ho (Ilsan, 25 gennaio 1990) – voce (2008-)
- Hwang Chan-sung (Seul, 11 febbraio 1990) – voce, rap (2008-)

Ex-membri
- Jay Park (nato Park Jae-beom; Edmonds, 25 aprile 1987) – voce, rap (2008-2009)

## Discografia

### Album in studio
- 2009 – 01:59PM
- 2011 – Hands Up
- 2011 – Republic of 2PM
- 2013 – Legend of 2PM
- 2013 – Grown
- 2014 – Genesis of 2PM
- 2014 – Go Crazy!
- 2015 – 2PM of 2PM
- 2015 – No.5
- 2016 – Galaxy of 2PM
- 2016 – Gentlemen's Game